# Di Cavalcanti
Emiliano Augusto Cavalcanti de Albuquerque e Melo, más conocido como Di Cavalcanti (Río de Janeiro, 6 de septiembre de 1897 - Río de Janeiro, 26 de octubre de 1976) fue un pintor, ilustrador, caricaturista y muralista brasileño.

## Biografía
Se estrenó como dibujante en el Salón de los Humoristas, en 1916. Después de mudarse para São Paulo en 1917, convivió con Mário y Oswald de Andrade, Tarsila do Amaral, Anita Malfatti y Brecheret. Frecuentó también el atelier del pintor y profesor impresionista alemán George Elpons.
La Semana de Arte Moderno, también conocida como Semana de 22, que se organizó en el Teatro Municipal de São Paulo en 1922 fue idea suya. Era una época de muchas novedades, como el automóvil, la fotografía y el cine mudo. En esos años la vida de la gente cambiaba muy rápidamente, pero la poesía y la pintura continuaban a respetar las antiguas reglas, en su mayoría francesas. Además de exponer sus telas, Di Cavalcanti también diseñó el programa y las invitaciones para la muestra. Enseguida, en 1923, con Sérgio Milliet, viajó a Europa para estudiar. Allí conoció y convivió con los grandes de la pintura, como Picasso, Braque, Matisse y Léger. Di Cavalcanti también recibió influencias de Paul Gauguin, de Delacroix y de los muralistas mexicanos. El contacto que tuvo con el cubismo de Picasso, el expresionismo y otras corrientes artísticas de vanguardia, contribuyeron a aumentar su disposición a quebrar paradígmas e innovar en su arte, sin perder de vista una estética que abordaba la sensualidad tropical.
Di Cavalcanti fue también un intelectual bien informado respecto a las vanguardias artísticas de su tiempo. En 1921, fue invitado a ilustrar el libro "Balada do Cárcere de Reading", de Oscar Wilde, uno de los más renombrados escritores de esa época. En este mismo año se casa con Maria, su prima en segundo grado.
A su regreso a Brasil, retomó la pintura de temas populares de su país, como favelas, obreros, soldados, marineros y fiestas populares. Son de esa época también sus bellos retratos de mulatas. En esta fase consagró a la modelo y actriz Marina Montini.
En el 1929, regresando al Brasil, ingresa en el Partido Comunista y continua haciendo ilustraciones. Durante la Revolución Constitucionalista de 1932, Di Cavalcanti cae preso por primera vez. Después de ser liberado se casa con Noêmia Mourão, su segunda esposa.
Di Cavalcanti era un artista con muchas habilidades. Además de cuadros e ilustraciones para revistas, también diseñó joyas, tapices y paneles.

## Centenario
En 1997, año del centenario de su nacimiento, fueron organizadas diversas exposiciones conmemorativas y retrospectivas de su obra, entre las cuales:
- As mulheres de Di, por el Centro Cultural Banco do Brasil. Río de Janeiro.
- Di, meu Brasil brasileiro, por el Museo de Arte Moderno de Río de Janeiro, (MAM).
- Di Cavalcanti, 100 años, por el Museu de Arte Brasilera de la Fundación Armando Alvares Penteado de São Paulo. (FAAP).[3]

## Cronología
- 1908 - Recibe clases del pintor Gaspar Puga García.
- 1914 – Publica su primer trabajo como caricaturista en la Revista Fon-Fon.
- 1916 – Participa del I "Salão dos Humoristas". - Se muda a São Paulo.
- 1917 – Primera exposición individual en la redadcción de "A Cigarra", en São Paulo.
- 1919 – Ilustra el livro Carnaval, de Manuel Bandeira.
- 1921 – Ilustra Balada do Cárcere de Reading, de Oscar Wilde.
- 1922 – Participa de la Semana de Arte Moderna, haciendo la carátula del catálogo y exponiendo 11 obras.
- 1923 – Viaja a Europa, fija residencia en París como corresponsal del diario "Correio da Manhã".
- 1925 – Vuelve al Brasil, residiendo en Río de Janeiro.
- 1929 – Pinta dos murales para el Teatro João Caetano, en Río de Janeiro.
- 1935 – Se muda nuevamente a Europa.
- 1937 – Medalla de oro por la decoración del Pabellón de la Compañía Franco-Brasilera, en la Exposición de Arte Técnica, en París.
- 1940 – Vuelve al Brasil, residiendo en São Paulo.
- 1941 – Ilustra el libro "Uma noite na taverna / Macário", de Álvares de Azevedo.
- 1947 – Expone en la Galería Domus, en Río de Janeiro.
- 1953 – Gana, con Alfredo Volpi, el premio de mejor pintor nacional en la II Bienal de São Paulo.[3]
- 1954 – Retrospectiva de su obra en el Museo de Arte Moderno de Río de Janeiro
- 1955 – Publica Viagem de minha vida, libro de memorias.
- 1956 – Recibe el primer premio en la Muestra de Arte Sacra, en Italia.
- 1960 – Recibe medalla de oro por su participación con sala especial en la II Bienal Interamericana, en México.
- 1963 – Homenajeado con sala especial en la VII Bienal de São Paulo.
- 1964 – Exposición conmemorativa de sus 40 años de artista, en la Galería Relevo, en el estado de Río de Janeiro. - Publica el libro "Reminiscências líricas de um perfeito carioca".
- 1971 – Retrospectiva de su obra en el Museo de Arte Moderno de São Paulo.
- 1976 – Muere en su ciudad natal.